# Dolichosomastis leucogrammica
Dolichosomastis leucogrammica là một loài bướm đêm trong họ Noctuidae.